# Trial By Fire: Live in Leningrad
Trial by Fire: Live in Leningrad (с англ. — «Испытание огнём: Концерт в Ленинграде») — первый концертный альбом гитариста-виртуоза Ингви Мальмстина, выпущенный 12 октября 1989 года на лейбле Polydor Records. Альбом занял 31-е место в шведском чарте альбомов и 128-е место в Billboard 200. Видеозапись концерта на VHS была выпущена 11 июля 1991 года на лейбле PolyGram, а DVD-издание было переиздано в Японии 12 декабря 2006 года на лейбле Universal Music.

## Об альбоме

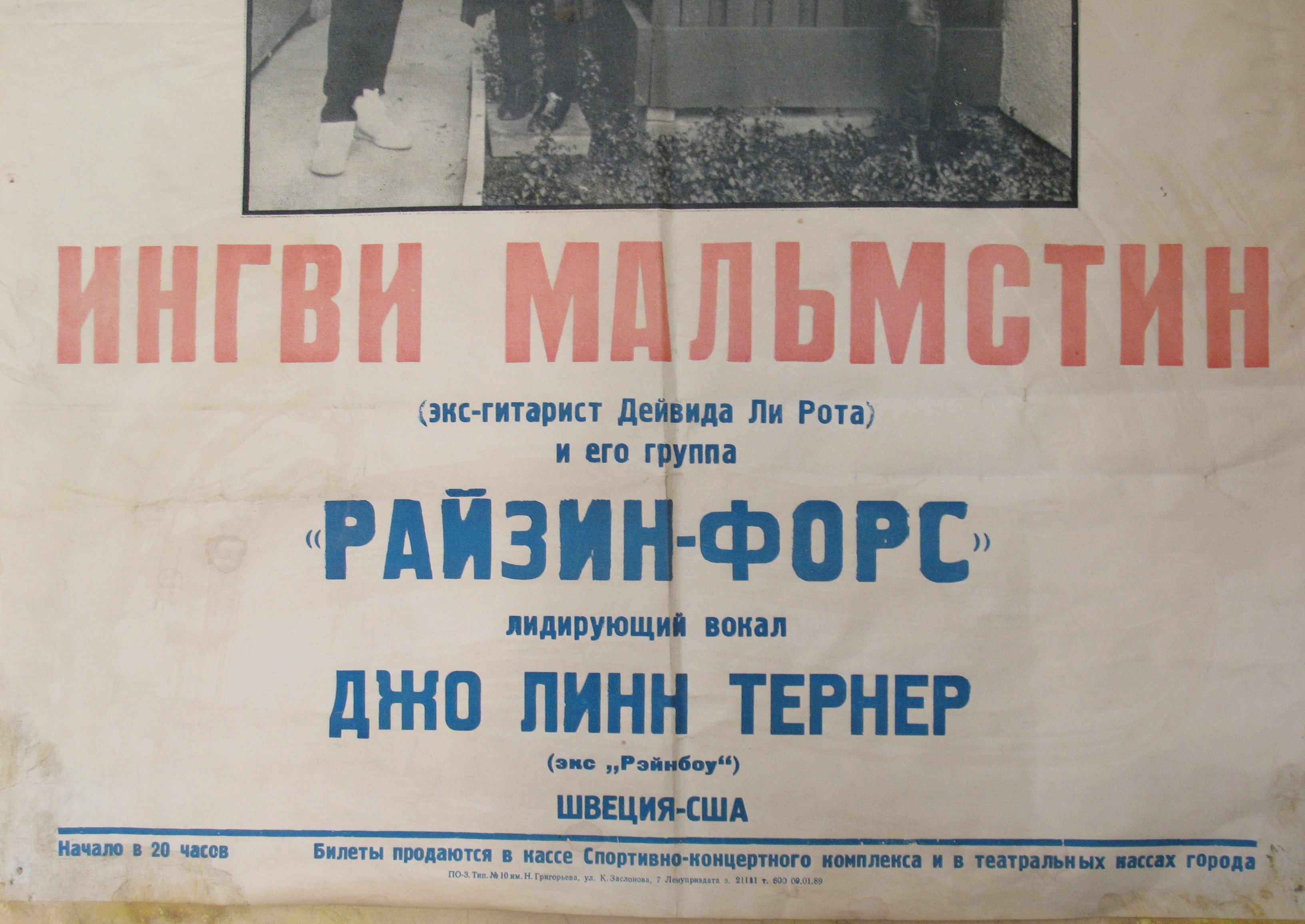
Афиша концертов Мальмстина в Ленинграде, 1989. В оформлении содержится ошибка — Мальмстин не играл с Дэвидом Ли Ротом.

В начале 1989 года группа Ингви отправилась в СССР, чтобы провести около 20 выступлений в Ленинграде и Москве. Московские концерты проходили с 18 по 29 января, а Ленинградские с 1 по 10 февраля того же года. Впоследствии одно из выступлений в Спортивно-концертном комплексе им. Ленина было записано и снято на видео. Аудиоверсия выступления вышла 12 октября 1989, а видеоверсия 11 июля 1991. После тура из группы ушли Джо Линн Тёрнер, братья Йенс и Андерс Йоханссоны и басист Барри Донуэй, после чего для следующего альбома Ингви пришлось собирать новый состав участников состоящий из Горана Эдмана, Сванте Хенрисона, Мэтса Олассона и Михаэля Ван Кнорринга. В год выхода работа была воспринята критиками неоднозначно, но многие поклонники творчества Ингви называют данный альбом «лучшим выступлением Мальмстина».

## Список композиций
| No.           | Название                                                                    | Текст         | Музыка        | Длительность |
| ------------- | --------------------------------------------------------------------------- | ------------- | ------------- | ------------ |
| 1.            | «Liar (рус. Лжец)»                                                          | Мальмстин     | Мальмстин     | 3:56         |
| 2.            | «Queen in Love (рус. Влюбленная королева)»                                  | Мальмстин     | Мальмстин     | 3:55         |
| 3.            | «Deja Vu (рус. Дежавю)»                                                     | Тёрнер        | Мальмстин     | 4:05         |
| 4.            | «Far Beyond the Sun (рус. Далеко за пределами солнца)»                      | Инструментал  | Мальмстин     | 8:17         |
| 5.            | «Heaven Tonight (рус. Рай сегодня ночью)»                                   | Тёрнер        | Мальмстин     | 4:27         |
| 6.            | «Dreaming (Tell Me) (рус. Сновидения (Скажи мне))»                          | Тёрнер        | Мальмстин     | 6:34         |
| 7.            | «You Don’t Remember, I’ll Never Forget (рус. Ты не вспомнишь, Я не забуду)» | Мальмстин     | Мальмстин     | 6:04         |
| 8.            | «Guitar Solo (Trilogy Suite Op: 5/Spasebo Blues)»                           | Инструментал  | Мальмстин     | 10:16        |
| 9.            | «Crystal Ball (рус. Хрустальный шар)»                                       | Тёрнер        | Мальмстин     | 6:03         |
| 10.           | «Black Star (рус. Чёрная Звезда)»                                           | Инструментал  | Мальмстин     | 6:09         |
| 11.           | «Spanish Castle Magic (LP Version) (рус. Испанский замок магии)»            | Хендрикс      | Хендрикс      | 6:44         |
| Полное время: | Полное время:                                                               | Полное время: | Полное время: | 66:30        |

## Участники записи

#### Yngwie J. Malmsteen’s Rising Force
- Ингви Мальмстин — ведущий вокал (трек № 11), гитара, бас педали, бэк-вокал, микширование, продюсирование
- Джо Линн Тёрнер — ведущий вокал (трек № 1-3, 5-7, 9, 11)
- Йенс Юханссон — клавишные
- Андерс Юханссон — барабаны
- Барри Данауэй — бас, бэк-вокал

#### Технический персонал
- Ральф Мастранджело — живой звук
- Майк Даунс — инжиниринг
- Тони Плат — инжиниринг
- Марк Дирнли — микширование
- Мэтью Бадд — помощник в микшировании
- Хоуи Уэйнберг — мастеринг

## Позиции в чартах
| Год       | Чарт                    | Позиция |
| --------- | ----------------------- | ------- |
| 1989/1990 | Australian albums chart | 98      |
| 1989/1990 | Swedish albums chart    | 31      |
| 1989/1990 | Billboard 200           | 4       |